# Banksia oligantha
A Banksia oligantha é uma espécie em perigo de extinção da família de plantas Proteaceae, endêmica do sudoeste da Austrália Ocidental. Pertence à Banksia subg. Isostylis [en], um subgênero de três espécies de Banksia intimamente relacionadas com capítulos em forma de cúpula como inflorescências, em vez de espigas de flores características da Banksia. É um arbusto ou pequena árvore de até 4 m de altura, com folhagem espinhosa e flores rosa e creme que aparecem no final da primavera (outubro a dezembro).
Coletada pela primeira vez em 1984 perto da cidade de  Wagin, no Cinturão do Trigo [en], a Banksia oligantha foi oficialmente descrita em 1987 pelo botânico australiano Alex George. Várias populações esparsas sobrevivem em fragmentos de mata remanescente em uma região que foi em grande parte desmatada para a agricultura. Ela foi listada como Flora Rara Declarada pelo governo da Austrália Ocidental.

## Descrição
A Banksia oligantha cresce como uma pequena árvore de tronco único ou como um arbusto ereto com poucos caules principais. Os relatos de sua altura máxima variam de 3 m a 5 m. Quando não está em flor, diz-se que ela se parece um pouco com a Banksia sessilis. Sua casca é cinza e lisa em sua maior parte, embora a casca próxima à base do tronco possa ser levemente fissurada em árvores mais velhas. Os caules jovens são cobertos de pelos, tanto curtos e macios quanto longos e grossos; esses pelos se perdem com a idade.
Suas folhas são verde-escuras e brilhantes na parte superior e verde-claro fosco na parte inferior. Elas têm formato aproximadamente oval, mas são côncavas em vez de planas. Há uma ponta afiada na extremidade e de duas a quatro outras pontas ao longo de cada margem. Seu comprimento varia de 1,5 a 3,7 cm e sua largura de 0,4 a 2,0 cm, com um pecíolo de 2 a 3 mm de comprimento. As folhas jovens têm uma camada de pelos lanosos em ambos os lados, mas eles logo se perdem, exceto em buracos na superfície inferior.
Aparecendo de outubro a dezembro (final da primavera), as flores ocorrem em capítulos em forma de cúpula de 2,5 a 3 cm de diâmetro, crescendo nas extremidades dos ramos. Elas são compostas por apenas 20 a 35 flores individuais, envolvidas na base por um verticilo de brácteas involucrais peludas com 2 a 4 mm de comprimento. Como na maioria das outras plantas da família Proteaceae, cada flor consiste em um perianto composto por quatro tépalas unidas e um único pistilo, cujo estilete é inicialmente fechado dentro do limbo do perianto, mas se libera na antese. Na B. oligantha, o perianto tem de 21 a 22 mm de comprimento, com um limbo de 3 a 3,5 mm. A cor do perianto varia do vermelho na base ao amarelo pálido no limbo. Os estiletes são retos, com 19 a 24 mm de comprimento e uniformemente creme.
As flores velhas logo caem dos capítulos das flores, revelando uma cúpula lenhosa com 1 a 6 folículos embutidos. Esses folículos têm uma cor cinza mosqueada, são lisos e ligeiramente peludos. Eles têm formato oval, medindo de 14 a 19 mm de comprimento por 10 a 15 mm de altura por 8 a 9 mm de largura. Cada folículo contém até duas sementes aladas, de 17 a 20 mm de comprimento.
A Banksia oligantha é mais facilmente distinguida das outras duas espécies da B. subg. Isostylis por suas folhas, flores e frutos menores. Sua folhagem também não é tão espinhosa quanto a da Banksia cuneata.

## Taxon0mia

### Descoberta e nomeação
A Banksia oligantha foi descoberta por Ken Wallace, do Departamento de Conservação e Gestão de Terras do Governo da Austrália Ocidental [en] (atualmente Departamento de Ambiente e Conservação), em setembro de 1984, durante uma pesquisa na Reserva Natural de Wangeling Gully (Reserva Natural 9098), cerca de 28 km a noroeste de Wagin. Dois meses depois, em 18 de novembro de 1984, Anne Taylor coletou no mesmo local o que viria a ser o espécime-tipo. Foi reconhecida como uma nova espécie bem antes da publicação de um nome para ela e, nesse ínterim, foi referida pelos nomes informais "Banksia aff. Cuneata" e "Banksia sp. Wagin". Alex George incluiu uma entrada para ela com o nome Banksia oligantha na segunda edição de 1987 de seu The Banksia Book, mas a publicação formal desse nome só ocorreu no ano seguinte, quando George publicou "New taxa and notes on Banksia L.f. (Proteaceae)". O epíteto específico oligantha deriva do grego oligo- (“poucas”) e anthos (“flor”), em referência ao baixo número de flores por capítulo de flor.
A espécie tem uma história nomenclatural sem intercorrências: ela não tem sinônimos e nenhuma subespécie ou variedade foi publicada.

### Posicionamento infragenérico
George colocou a B. oligantha no subgênero Isostylis por causa de suas flores em forma de cúpula. Uma análise cladística do gênero feita em 1996 pelos botânicos Kevin Thiele [en] e Pauline Ladiges [en] com base na morfologia não forneceu informações sobre a circunscrição da B. subg. Isostylis ou as relações dentro dele, de modo que a colocação de George dessa espécie foi mantida. George descartou em grande parte as alterações de Thiele e Ladiges em seu arranjo de 1999, mas novamente o posicionamento de B. oligantha não foi afetado, e o posicionamento de B. oligantha pode ser resumido da seguinte forma:
Banksia
Banksia subg. Banksia [en] (3 seções, 11 séries, 73 espécies, 11 subespécies, 14 variedades)
Banksia subg. Isostylis [en]
Banksia ilicifolia
B. oligantha
Banksia cuneata
Desde 1998, o botânico americano Austin Mast [en] e seus coautores têm publicado os resultados das análises cladísticas em andamento dos dados de sequência de DNA da subtribo Banksiinae, que então compreendia os gêneros Banksia e Dryandra. Suas análises sugerem uma filogenia que difere muito do arranjo taxonômico de George. A B. oligantha se resolve como grupo irmão (ou seja, parente mais próximo) da B. ilicifolia, e a B. cuneata se resolve como grupo irmão dessas duas. Isso sugere uma B. subg. Isostylis monofilética; no entanto, o clado parece ser bastante derivado (ou seja, evoluiu há relativamente pouco tempo), o que implica que a B. subg. Isostylis pode não merecer a classificação de subgênero.
No início de 2007, Mast e Thiele reorganizaram o gênero Banksia, incorporando Dryandra a ele e publicando B. subg. Spathulatae [en] para os táxons com cotilédones em forma de colher; assim, B. subg. Banksia foi redefinida como abrangendo táxons sem cotilédones em forma de colher. Eles previram a publicação de um arranjo completo quando a amostragem de DNA da Dryandra estivesse completa; nesse meio tempo, se as mudanças nomenclaturais de Mast e Thiele forem tomadas como um arranjo provisório, então B. oligantha é colocada em B. subg. Banksia.

### Filogenia
As relações entre a B. oligantha e os outros membros da B. subg. Isostylis ainda não estão claras. Embora os estudos de Mast tenham concluído que a B. cuneata é a mais basal das três espécies, um estudo de 2004 sobre divergência genética dentro do subgênero apresentou outras duas possibilidades: algumas análises sugeriram a B. ilicifolia como basal, enquanto outras sugeriram a B. oligantha. Para complicar ainda mais a situação, existe a população mais ao sul (e mais próxima) de B. cuneata, que tem afinidades genéticas e fenéticas com B. oligantha. A origem dessa população é desconhecida: ela pode ter surgido por meio de hibridização ou pode ser uma forma transitória ou até mesmo ancestral. Por fim, fatores biogeográficos sugerem que a B. ilicifolia seria a mais basal das três espécies: ela ocorre na Zona de Alta Pluviosidade, onde as espécies relictuais são mais comuns, enquanto as outras estão restritas à Zona de Transição Pluviométrica, onde as espécies de evolução mais recente são mais comuns.

## Distribuição e habitat

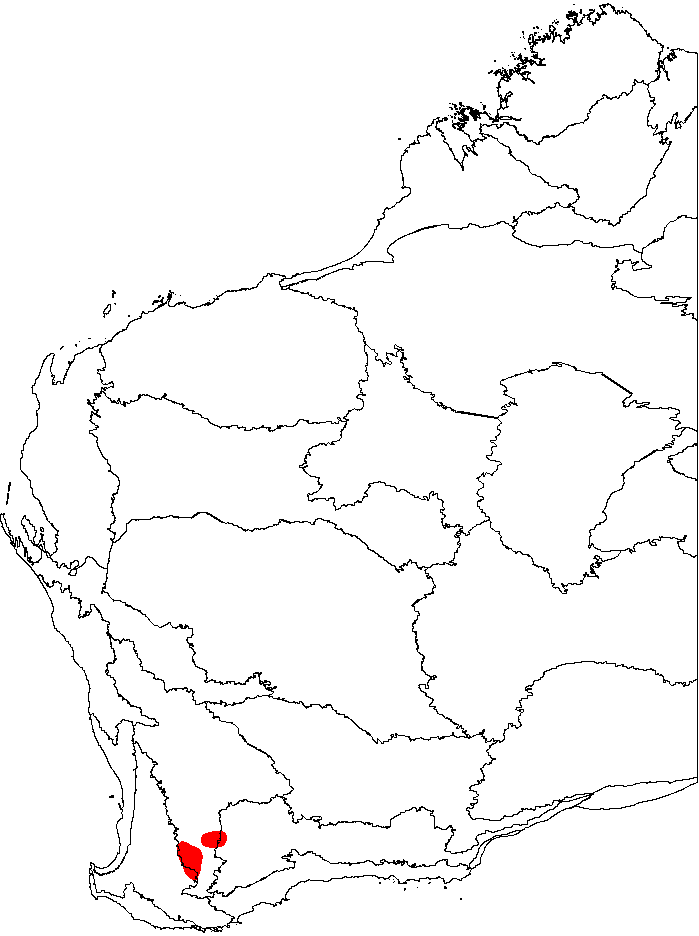
Distribuição.

A Banksia oligantha ocorre em uma faixa de cerca de 100 quilômetros em partes do sul da região de Avon Wheatbelt, na Província Botânica do Sudoeste da Austrália Ocidental. Quatro populações são conhecidas, contendo cerca de 1.700 plantas adultas no total:
- A primeira população conhecida, na Reserva Natural Wangelling Gully, em Tarwonga. Essa população parece estar em declínio: em 1988, estimava-se que continha de 500 a 800 plantas, mas uma pesquisa de 2001 encontrou apenas 198 adultos, uma muda e 286 plantas mortas; e uma pesquisa de 2004 encontrou 135 adultos, nenhuma muda e 174 plantas mortas.[1]
- Uma população saudável em Katanning [en], abrangendo duas reservas da Native Settlement e algumas propriedades privadas. Essa população parece estar aumentando; uma pesquisa de 2004 encontrou quase 1.400 plantas adultas e mais de 500 mudas.[1]
- Uma pequena população em Dudinin, abrangendo uma reserva natural e uma propriedade privada. Aparentemente, essa população está em declínio. Nenhuma muda foi relatada nesse local e, de 1997 a 2004, o número de adultos relatados caiu de cerca de 110 para 13.[1]
- Uma população saudável recentemente descoberta em uma propriedade privada em Toolibin. Uma pesquisa de 2004 contou 188 adultos, 35 mudas e 36 plantas mortas.[1]

A espécie cresce em dunas de areia branca, cinza-branca ou marrom-amarelada, em meio a um sistema de riachos salgados efêmeros. As populações ocorrem tanto em áreas baixas próximas aos riachos quanto no topo das dunas. A vegetação foi descrita como uma floresta baixa e aberta sobre urze, e como um arbusto alto e aberto com algumas árvores dispersas.

## Ecologia
Pouco foi publicado sobre a ecologia da B. oligantha. Sua vida útil é provavelmente de 10 a 30 anos.
Seis espécies de melifagídeos foram observadas alimentando-se de suas flores, assim como insetos, incluindo abelhas, formigas, borboletas e besouros. Tanto os pássaros quanto os insetos funcionam como polinizadores, mas as abelhas provavelmente não são muito eficientes: em um estudo, apenas cerca de 4% das abelhas coletaram pólen, e elas tendiam a se deslocar de inflorescência em inflorescência na mesma planta, em vez de se deslocar entre as plantas.
As avaliações do sistema de acasalamento dessa espécie descobriram que as taxas de cruzamento variam entre as populações, sendo que as populações em ambientes perturbados tendem a apresentar mais endocruzamentos do que as populações em matas relativamente intactas. Isso foi atribuído a uma série de causas. Em primeiro lugar, a densidade mais alta de populações perturbadas leva a taxas mais altas de acasalamento entre plantas vizinhas, resultando em mais estrutura genética [en] e, portanto, em autocruzamento mais eficaz. Em segundo lugar, as populações perturbadas geralmente não têm um sub-bosque e, portanto, não podem sustentar uma população residente de melifagídeos; em vez disso, elas dependem de visitas esporádicas para a polinização. As taxas de polinização muito reduzidas significam, em média, menos fertilizações cruzadas, o que leva a uma menor seleção contra fertilizações resultantes de endocruzamento.
Como muitas plantas do sudoeste da Austrália Ocidental, a B. oligantha está adaptada a um ambiente em que os incêndios florestais são relativamente frequentes. A maioria das espécies de Banksia pode ser classificada em um de dois grupos amplos, de acordo com sua resposta ao fogo: as ressemeadoras são mortas pelo fogo, mas o fogo também desencadeia a liberação de seu banco de sementes do dossel, promovendo assim o recrutamento da próxima geração; as rebrotadoras [en] sobrevivem ao fogo, rebrotando de um lignotúber ou, mais raramente, de botões epicórmicos protegidos por casca espessa. A B. oligantha é uma ressemeadora; tem casca fina e não possui um lignotúber, por isso é morta pelo fogo. No entanto, a espécie é fracamente serotinosa: o fogo desencadeia a liberação de sementes, mas a liberação de sementes ainda ocorre na ausência de fogo.
As taxas de germinação das sementes são bastante altas. Um estudo encontrou taxas de germinação superiores a 77% na maioria dos lotes testados. É provável que a semente permaneça viável por muito tempo, já que a semente da B. cuneata, que tem parentesco próximo, permanece viável por cerca de dez anos.

## Conservação
A Banksia oligantha está listada como uma espécie em perigo de extinção de acordo com o Estatuto de Proteção Ambiental e Conservação da Biodiversidade de 1999 (Lei EPBC), e como espécie rara de acordo com a Lei de Conservação da Vida Selvagem da Austrália Ocidental de 1950. Essas classificações se devem à sua distribuição pequena e severamente fragmentada e à degradação contínua de seu habitat. As ameaças incluem o pastoreio por ovelhas e coelhos, a seca, a deriva de produtos químicos em aerossol das terras agrícolas vizinhas, a invasão por ervas daninhas e o aumento da salinidade. Estudos demonstraram que ela é moderadamente suscetível à morte por Phytophthora cinnamomi.

## Cultivação
A Banksia oligantha raramente é vista em cultivo, embora se diga que ela merece mais consideração do que recebe. É uma planta de crescimento rápido que floresce prolificamente, produzindo “lindas massas de flores creme parecidas com palitos de fósforo”. No entanto, sua folhagem espinhosa a torna inadequada para o crescimento próximo a caminhos, ela é propensa a perder galhos com ventos fortes e é frequentemente atacada por brocas-de-madeira.
A propagação é feita por sementes, mas é difícil obtê-las. As sementes não requerem nenhum tratamento antes da semeadura e levam de 37 a 40 dias para germinar. A propagação por corte não foi tentada, mas pode ser possível, já que a B. cuneata, que tem parentesco próximo, foi propagada dessa forma, embora com resultados imprevisíveis. A planta deve ser cultivada em areia profunda, ácida a neutra, em um local abrigado. Recomenda-se podá-la quando jovem, para estimular a ramificação.